# Gomeldon
Gomeldon är en by i distriktet Wiltshire i grevskapet Wiltshire i England. Byn är belägen 8 km från Salisbury. Orten har 595 invånare (2018).